# Wai Tong Ho
Wai Tong Ho (27 ottobre 1982) è un calciatore macaense, di ruolo difensore.